# Schuttberg

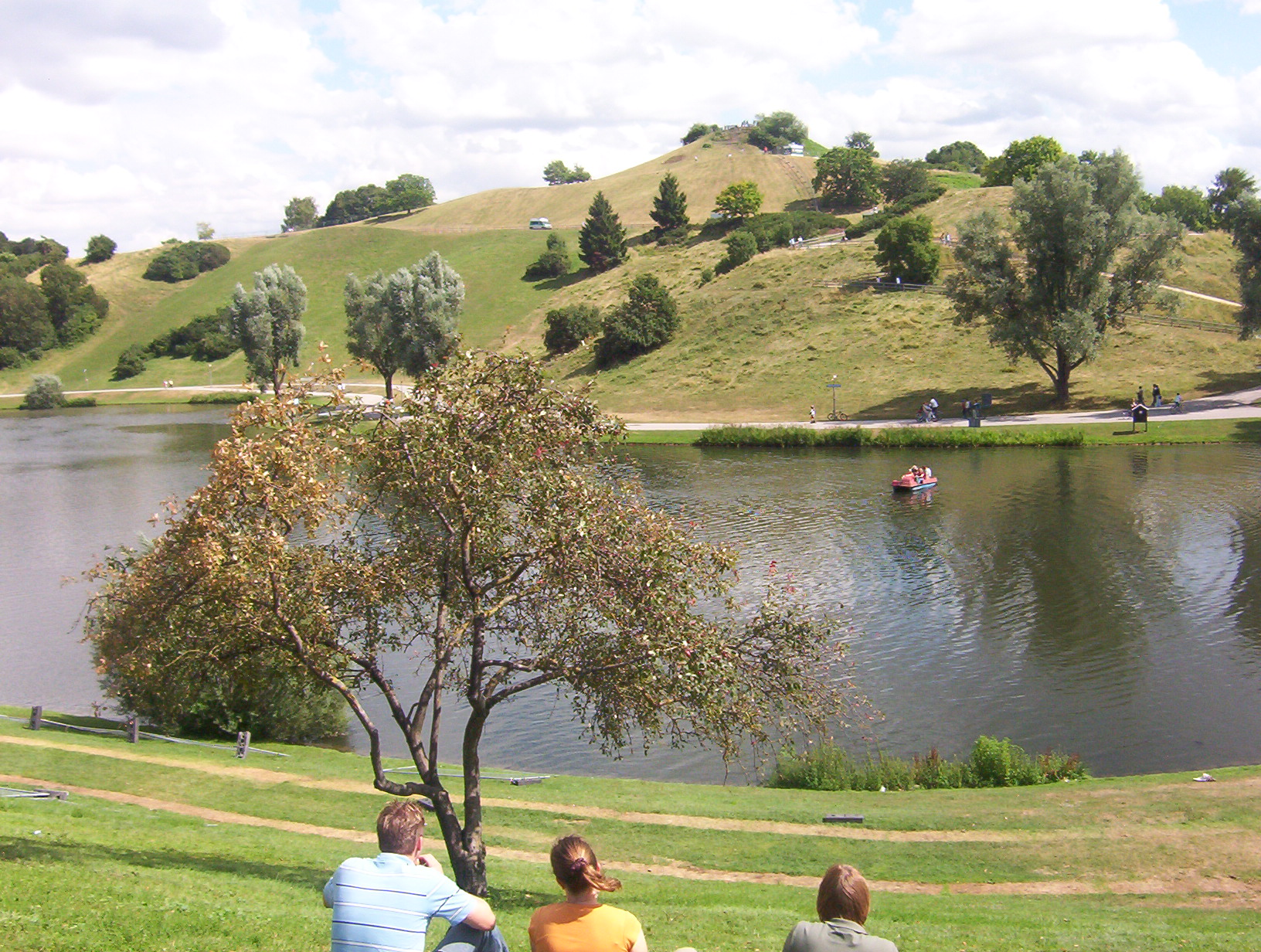
Olympiaberg au Parc olympique à Munich.

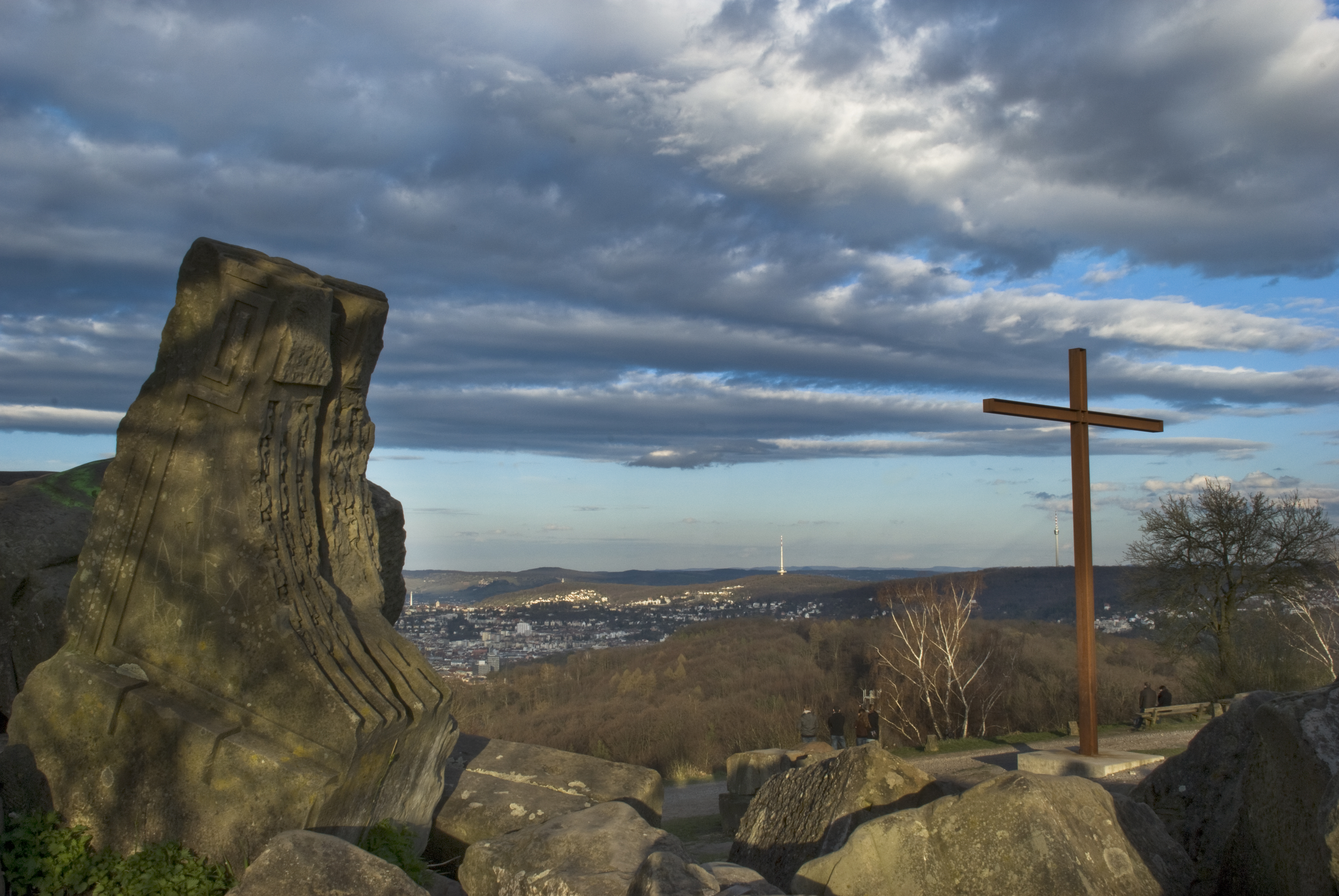
Vue du sommet Birkenkopf à Stuttgart-West.

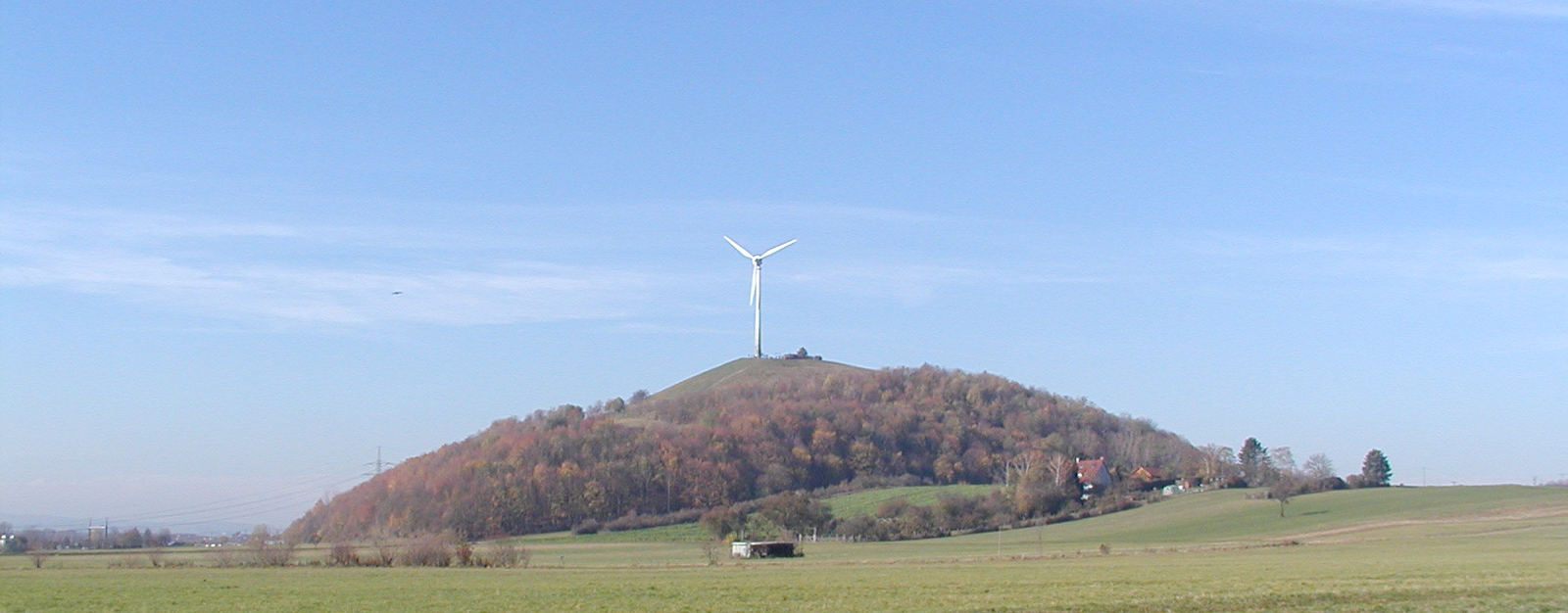
Grüner Heiner à Stuttgart-Weilimdorf.

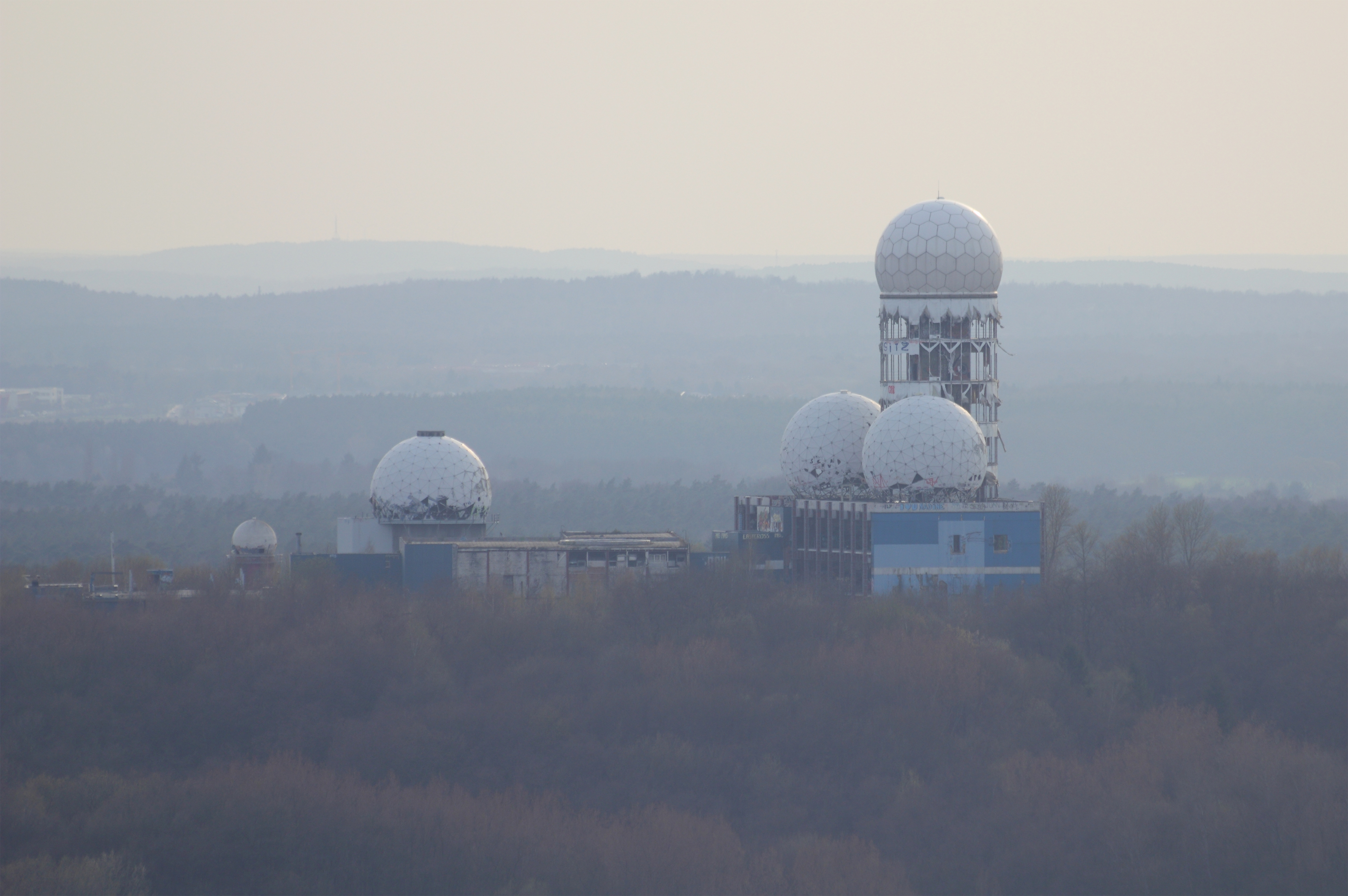
Teufelsberg à Berlin-Grunewald.

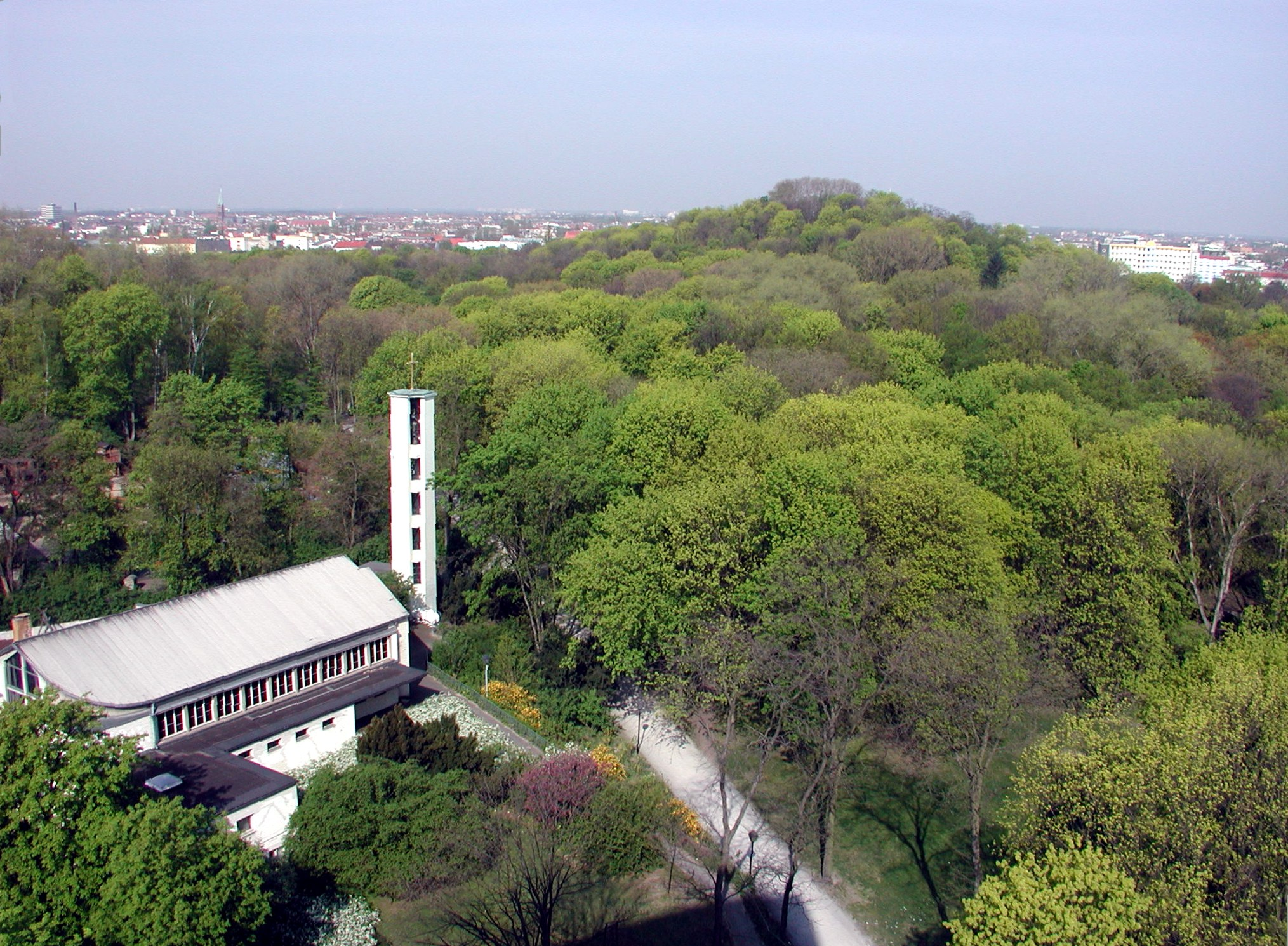
Humboldthöhe à Berlin-Gesundbrunnen.

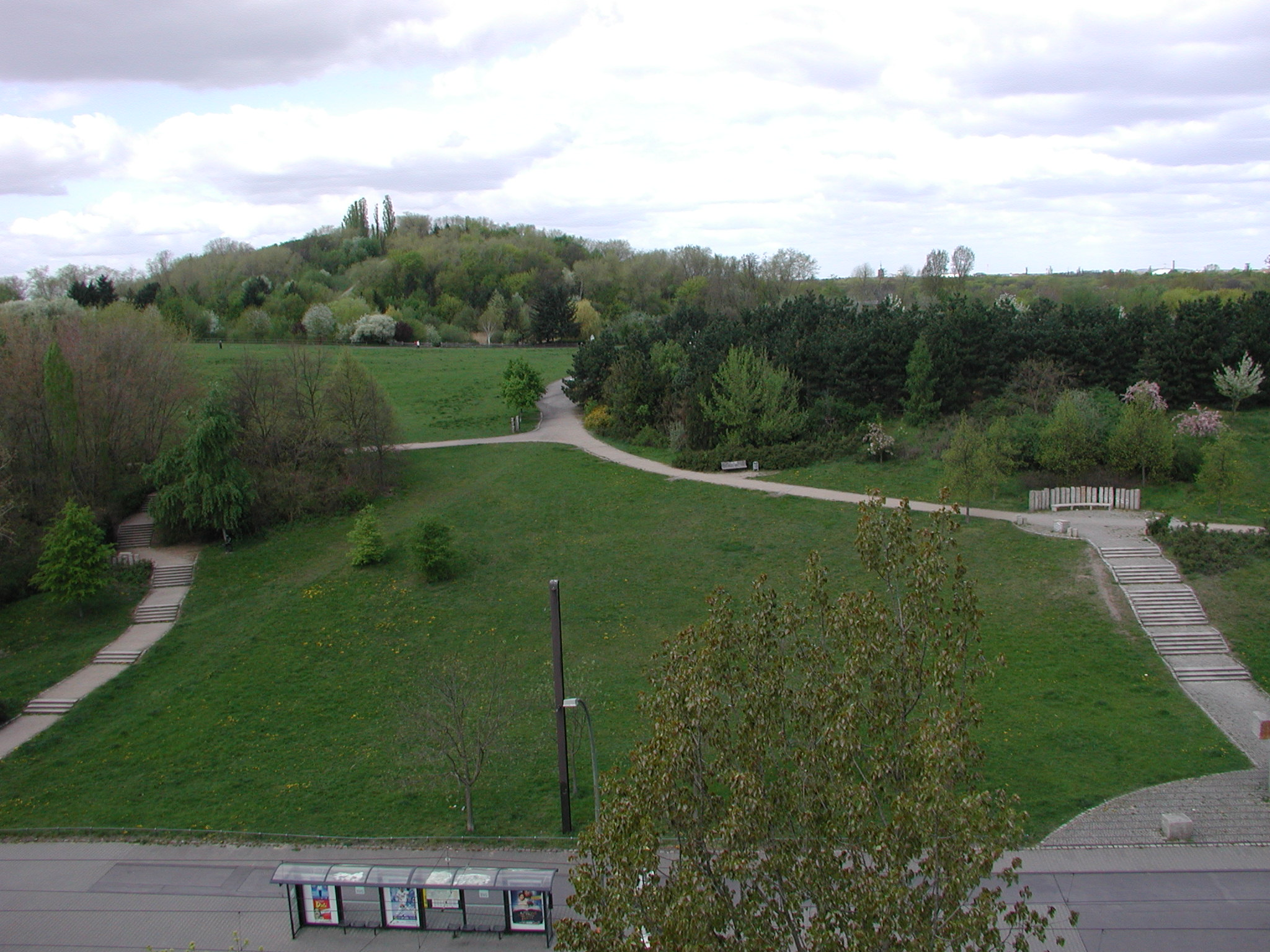
Le Volkspark Friedrichshain à Berlin-Friedrichshain.

Une Schuttberg [ˈʃʊtˌbɛʁk], Müllberg [ˈmʏlˌbɛʁk]  ou Trümmerberg [ˈtʀʏmɐˌbɛʁk], est une colline artificielle constituée de déchets et de gravats provenant des bâtiments en ruines après les ravages des bombardements stratégiques de la Seconde Guerre mondiale. De nombreuses métropoles allemandes d'importance possèdent au moins un Trümmerberg. Ces collines sont maintenant parfois boisées et entretenues pour constituer des lieux de promenades privilégiés. Elles peuvent être le point culminant des environs.

## Liste de Schuttberge en Allemagne
| Ville                 | Colline                                           | Altitude    | Hauteur         | Volume des débris                                                   |
| --------------------- | ------------------------------------------------- | ----------- | --------------- | ------------------------------------------------------------------- |
| Augsbourg             | Augsburger Müllberg                               | 512 m       | 055 m           | 7,4 Mio. m³                                                         |
| Berlin                | Teufelsberg                                       | 114,7 m     | 055 m           | 12 Mio. m³                                                          |
| Berlin                | Oderbruchkippe                                    | 091 m       |                 | 3 Mio. m³                                                           |
| Berlin                | Dörferblick                                       | 086 m       |                 |                                                                     |
| Berlin                | Humboldthöhe                                      | 085 m       |                 |                                                                     |
| Berlin                | Kleiner und Großer Bunkerberg (de) (Mont Klamott) | 48 m & 78 m | 040 m           | 2,5 Mio. m³                                                         |
| Berlin                | Insulaner                                         | 075 m       |                 |                                                                     |
| Berlin                | Tempelhofer Marienhöhe                            | 073 m       |                 | 0,19 Mio. m³                                                        |
| Berlin                | Rixdorfer Höhe                                    | 068 m       |                 |                                                                     |
| Cologne               | Herkulesberg                                      | 072,2 m     | 025 m (environ) |                                                                     |
| Francfort-sur-le-Main | Monte Scherbelino                                 | 172,5 m     | 047 m (environ) | 10-12 Mio. m³                                                       |
| Hanovre               | Monte Müllo                                       | 122 m       | 065 m (environ) |                                                                     |
| Leipzig               | Rosentalhügel                                     | 131 m       | 020 m           | 120 000 m³                                                          |
| Leipzig               | Fockeberg                                         | 153 m       | 040 m (environ) |                                                                     |
| Mönchengladbach       | Rheydter Höhe                                     | 133 m       | 064 m           |                                                                     |
| Munich                | Olympiaberg                                       | 567 m       | 050 m           |                                                                     |
| Munich                | Luitpoldhügel                                     | 540 m       | 037 m           |                                                                     |
| Munich                | Fröttmaninger Berg                                |             | 075 m           | 12 Mio. m³                                                          |
| Munich                | Neuhofener Berg                                   |             |                 | 2,5 Mio. m³                                                         |
| Münster               | Münster-Coerde / Rieselfelder Münster             | 045 m       | 047 m           | 1,2 / 7,3 Mio. m³                                                   |
| Nuremberg             | Silberbuck                                        | 356 m       | 038 m           | 5,53 Mio. m³, dont environ 0,66 Mio. m³ sous le niveau du Silbersee |
| Pforzheim             | Wallberg                                          | 418 m       | 040 m           | 1,65 Mio. m³                                                        |
| Stuttgart             | Birkenkopf (de)                                   | 511 m       | 040 m           | 15 Mio. m³                                                          |
| Stuttgart             | Grüner Heiner (de)                                | 395 m       | 070 m           |                                                                     |